# Heterachthes tysiphonis
Heterachthes tysiphonis är en skalbaggsart som först beskrevs av Thomson 1867.  Heterachthes tysiphonis ingår i släktet Heterachthes och familjen långhorningar. Inga underarter finns listade i Catalogue of Life.